# Шукалиці
Шукалиці (пол. Szukalice) — село в Польщі, у гміні Журавіна Вроцлавського повіту Нижньосілезького воєводства.
Населення — 106 осіб (2011).
У 1975-1998 роках село належало до Вроцлавського воєводства.

## Демографія
Демографічна структура станом на 31 березня 2011 року:
|          | Загалом | Допрацездатний вік | Працездатний вік | Постпрацездатний вік |
| -------- | ------- | ------------------ | ---------------- | -------------------- |
| Чоловіки | 50      | 12                 | 34               | 4                    |
| Жінки    | 56      | 5                  | 43               | 8                    |
| Разом    | 106     | 17                 | 77               | 12                   |